# Сервейер-3
«Серве́йер-3» (англ. Surveyor 3) — третий спускаемый аппарат, запущенный по американской программе «Сервейер» и совершивший мягкую посадку на Луну.

## Описание миссии
«Сервейер-3» прилунился 20 апреля 1967 года в Море Познанном (часть Океана Бурь). Как впоследствии было установлено, посадка осуществлялась в кратер, из-за чего радар выдал ошибочные данные, и посадочные двигатели не отключились вовремя. Из-за этого аппарат дважды подпрыгнул. После первого касания он поднялся на высоту 10 м, после второго — на высоту 11 м. После третьего касания аппарат остался на поверхности.
«Сервейер-3» впервые имел на борту устройство для сбора и анализа грунта, расположенное на раздвижном манипуляторе, управляемом электромотором. С его помощью в лунной поверхности было прорыто четыре канавки глубиной до 18 см. Образцы грунта перемещались в поле зрения телекамеры, их изображения передавались на Землю по радиолинии. Всего аппарат передал на Землю 6315 различных изображений.
С наступлением лунной ночи 3 мая 1967 года аппарат был отключён, так как его солнечные панели не вырабатывали достаточно энергии. По окончании лунной ночи через 336 часов «Сервейер-3» вернуть в работоспособное состояние не удалось из-за воздействия низкой температуры.

## Возвращение деталей «Сервейер-3» астронавтами

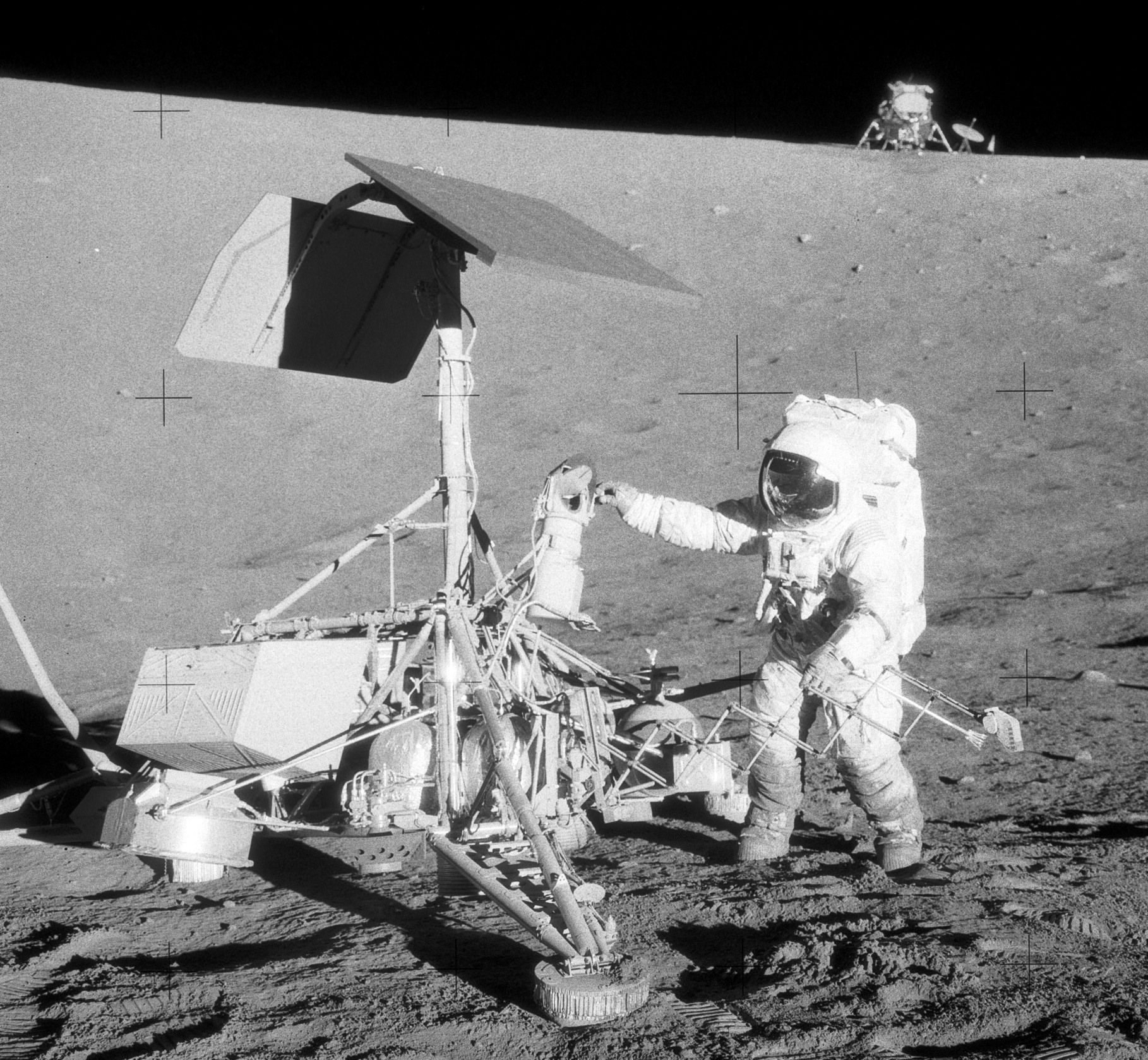
Чарльз Конрад у аппарата «Сервейер-3»

19 ноября 1969 года рядом с «Сервейер-3» прилунился лунный модуль корабля Аполлон-12. Астронавты Чарльз Конрад и Алан Бин достигли аппарата и сняли с него около 10 кг деталей, включая телекамеру. Эти предметы были возвращены на Землю для исследований. В настоящее время телекамера «Сервейер-3» выставлена в экспозиции Национального музея авиации и космонавтики в городе Вашингтоне, США.